# Pallenopsis patagonica
Pallenopsis patagonica är en havsspindelart som beskrevs av Hoek, P.P.C. 1881. Pallenopsis patagonica ingår i släktet Pallenopsis och familjen Phoxichilidiidae. Inga underarter finns listade i Catalogue of Life.